# Mexikos senat
Mexikos senat (spanska Senado) är överhuset till Mexikos parlament. Det består av 128 senatorer. Valet till senaten hålls vart sjätte år. Sedan 1917 har dess funktion varit att representera Mexikos delstater och huvudstadsregionen med direktvalda senatorer.
Av de 128 senatorerna är 65 män och 63 kvinnor. Det största partiet är MORENA.
I samband med senaten finns det också en teater, Teatro de la República, som börjades bygga år 1845 för att befordra landets kultur. Teatern öppnades 2 maj 1852 under namnet Gran Teatro Iturbide..   

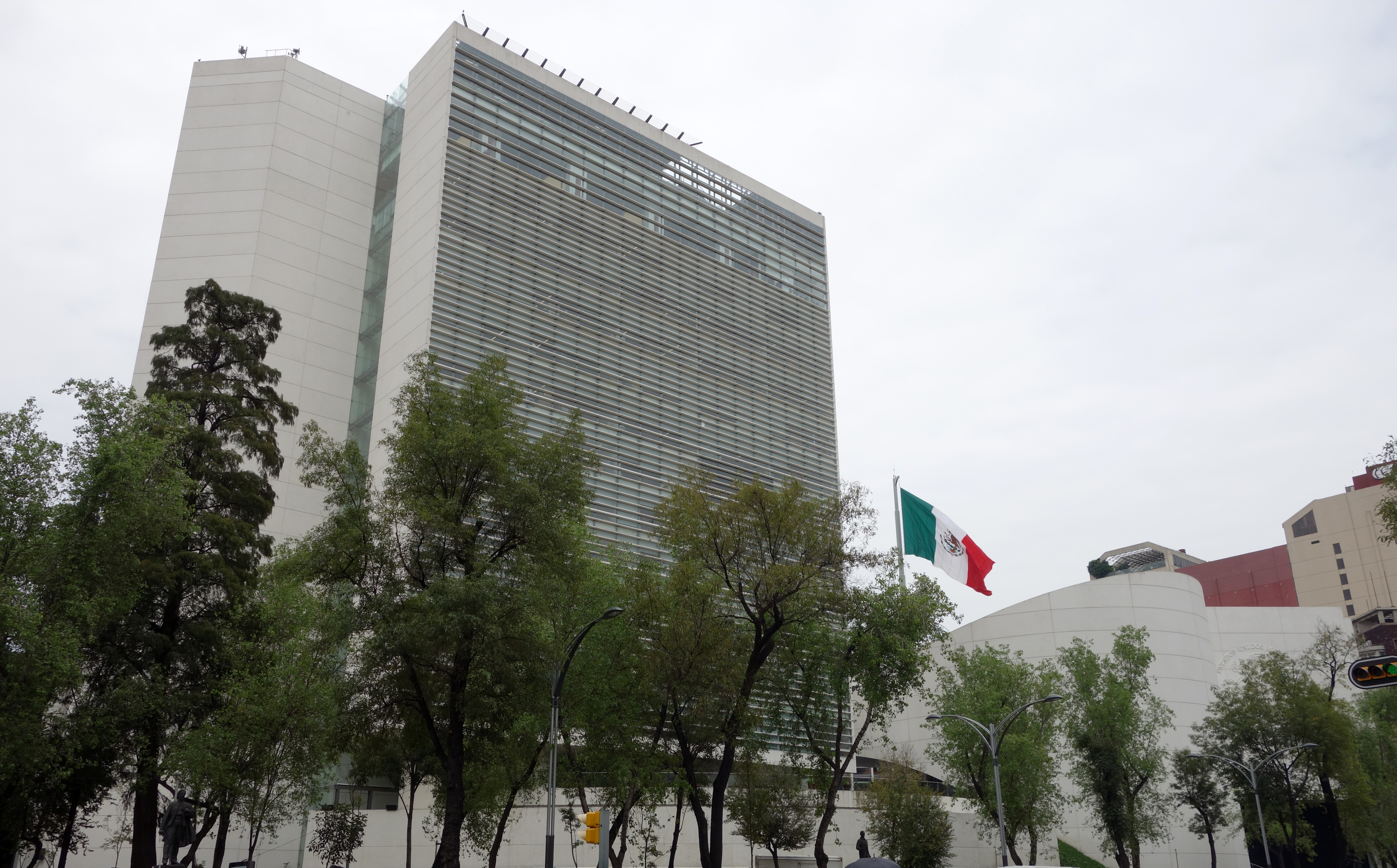
Senathuset år 2013.